# Macropsis salicicola
Macropsis salicicola är en insektsart som beskrevs av Vilbaste 1968. Macropsis salicicola ingår i släktet Macropsis och familjen dvärgstritar. Inga underarter finns listade i Catalogue of Life.